# Тайоре
Тайоре (Behran, Gugudayor, Kuktayor, Kukudayore, Kuuk Thaayoore, Kuuk Thaayorre, Taior, Thayore, Thaayore, Thayorre) — паманский язык, на котором говорят в Квинсленде (запад полуострова Кейп-Йорк, между реками Коулман и Эдвард) на севере Австралии. По состоянию на 2006 год, 250 из 350 носителей тайоре говорят на языке. Он находится в прочной позиции по сравнению со многими коренными австралийскими языками, так как его изучают дети и используется в повседневном взаимодействии.
Носители тайоре способны вспомнить названия нескольких диалектов, такие как куук-таюнт, куук-таем, куук-кирка и куук-танон, но сегодня есть только небольшое диалектное различие, и язык становится всё более и более равномерным, так как число носителей уменьшается.

## Названия
Как и в случае со многими другими австралийскими языками, есть длинный список похожих названий куук-таайорре. Само название Kuuk Thaayorre означает «язык тайоре» в самом языке, а kuuk обозначает «язык» и Thaayorre является их этнонимом.